# Walter Mickin

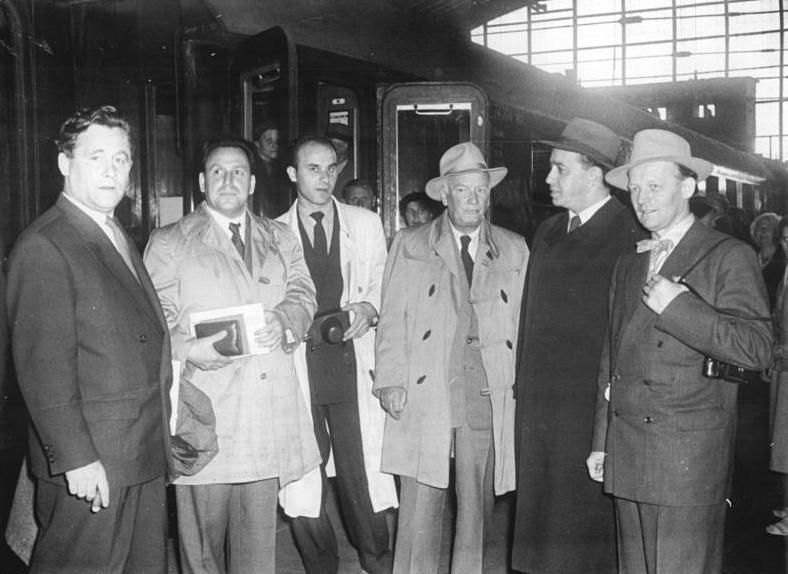
Walter Mickin (zweiter von links) 1955

Walter Mickin (* 31. August 1910 in Berlin; † 16. Juli 2001 ebenda) war ein deutscher Architekt, kommunistischer Widerstandskämpfer gegen den Nationalsozialismus, politischer Häftling in NS-Zuchthäusern, Oberlandrat in der Sowjetischen Besatzungszone (SBZ), SED-Funktionär, Betriebsdirektor, Gewerkschaftsfunktionär und VVN-Aktivist.

## Leben
Mickin absolvierte nach dem Besuch der Volksschule eine Lehre zum Maurer und qualifizierte sich weiter zum Hochbautechniker. Wie sein Bruder Hans Mickin, trat er 1929 in die Kommunistische Partei Deutschlands (KPD) ein und engagierte sich gegen den erstarkenden Nationalsozialismus. Nach der Machtübertragung an die NSDAP arbeitete er antifaschistisch illegal weiter. 1935 wurde er in „Schutzhaft“ genommen. Ein Gericht verurteilte ihn 1936 wegen „Vorbereitung zum Hochverrat“ zur Zuchthaus-Haft, die er in den Zuchthäusern Luckau und Brandenburg-Görden verbrachte.
Nach seiner Befreiung aus dem Zuchthaus am 27. April 1945 durch die Rote Armee bekam er von der zentralen KPD-Führung den Auftrag mit Kurt Seibt in der Provinz Brandenburg die antifaschistische Bewegung zu organisieren. Von August 1945 bis Januar 1947 amtierte er als stellvertretender Oberlandrat im neuen Oberlandratsamt Brandenburg (Havel) erst als Vertreter der KPD und ab 1946 mit dem Mandat der Sozialistischen Einheitspartei Deutschlands (SED). Seine Erfahrungen in Widerstand und Verfolgung stellte er der erinnerungspolitischen Arbeit der Vereinigung der Verfolgten des Naziregimes (VVN) zur Verfügung. Von 1947 bis 1952 war er Vorsitzender des VVN-Landesvorstandes Brandenburg, danach VVN-Vorsitzender im Bezirk Potsdam.
Auch in seiner Partei bekleidete er einige Funktionen: Von Februar 1947 war er stellvertretender Leiter, seit Herbst 1948 Leiter der Abteilung Kommunalpolitik beim SED-Landesvorstand Brandenburg. Von Juli 1949 bis Sommer 1950 war Mickin stellvertretender Leiter der Abteilung Massenagitation beim SED-Landesvorstand Brandenburg. In dieser Zeit musste er eine Rüge einstecken wegen seiner angeblichen Belastung eines Genossen 1935 gegenüber der Gestapo. Im Dezember 1951 wurde er Kulturdirektor, später Direktor des VEB Projektierung. In der Folgezeit übernahm er eine Funktion im Zentralvorstand der Industrie-Gewerkschaft Bau/Holz. Ab 1972 war Mickin  Zweiter Sekretär und von 1980 bis 1985 politischer Mitarbeiter des Bundes der Architekten der DDR. Seit 1980 war er im Ruhestand.
Walter Mickin war verheiratet mit Ehefrau Margret.

## Auszeichnungen
- 1960 Vaterländischer Verdienstorden in Silber und 1975 in Gold
- 1970 Orden Banner der Arbeit
- 1975 Karl-Friedrich-Schinkel-Medaille der DDR in Gold
- 1980 Karl-Marx-Orden